# Psilomegalosphys xanthogaster
Psilomegalosphys xanthogaster är en tvåvingeart som beskrevs av Günther Enderlein 1911. Psilomegalosphys xanthogaster ingår i släktet Psilomegalosphys och familjen sorgmyggor. Inga underarter finns listade i Catalogue of Life.